# Чемпіонат світу з біатлону 2011 — естафета 4×7,5 км, чоловіки
Чоловіча естафета 4 x 7,5 км на чемпіонаті світу з біатлону 2011 відбулася 11 березня 2011 в Ханти-Мансійську о 14:00 за місцевим часом.
В естафеті вперше за історію виступів на чемпіонатах світу чоловіча збірна України з біатлону здобула медалі - бронзові, поступившись тільки норвежцям та росіянам.  Збірна Норвегії, фаворити гонки, впевнено перемогла, незважаючи на два штрафні кола. До останнього етапу боротьбу з нею вела збірна Німеччини, але отримавши три штрафні кола на стрільбі з положення лежачи, відкотилася далеко назад.

## Результати
| Місце | Стартовий номер | Команда                                                                            | Час       | Штрафи (Л+С)                             | Відставання |
| ----- | --------------- | ---------------------------------------------------------------------------------- | --------- | ---------------------------------------- | ----------- |
| 1     | 2               | Норвегія Уле-Ейнар Б'єрндален Александер Ус Еміль Хегле Свендсен Тар'єй Бо         | 1:16:13.9 | 0+2 2+8 0+0 0+0 0+0 1+3 0+1 0+2 0+1 1+3  |             |
| 2     | 9               | Росія Антон Шипулін Євген Устюгов Максим Максимов Іван Черезов                     | 1:16:27.3 | 0+5 0+3 0+1 0+1 0+0 0+2 0+1 0+0 0+3 0+0  | +13.4       |
| 3     | 6               | Україна Олександр Біланенко Андрій Дериземля Сергій Семенов Сергій Седнєв          | 1:16:41.9 | 0+4 0+6 0+1 0+2 0+0 0+1 0+2 0+1          | +28.0       |
| 4     | 7               | Швеція Фредрик Ліндстрем Магнус Юнссон Карл Юхан Бергман Б'єрн Феррі               | 1:16:45.7 | 0+5 0+10 0+1 0+2 0+0 0+3 0+2 0+3 0+2 0+2 | +31.8       |
| 5     | 5               | Італія Крістіан Де Лоренці Рене Лоран Вільєрмоз Лукас Гофер Маркус Віндіш          | 1:16:52.0 | 0+5 1+6 0+2 0+2 0+1 0+1 0+1 0+0 0+1 1+3  | +38.1       |
| 6     | 14              | США Ловелл Бейлі Джей Гаккінен Тім Берк Лейф Нордгрен                              | 1:16:52.0 | 0+6 0+8 0+1 0+2 0+3 0+2 0+0 0+2 0+2 0+2  | +38.1       |
| 7     | 1               | Німеччина Крістоф Штефан Андреас Бірнбахер Арнд Пайффер Міхаель Грайс              | 1:17:05.3 | 3+10 0+6 0+3 0+2 0+3 0+0 0+1 0+1 3+3 0+3 | +51.4       |
| 8     | 8               | Словенія Петер Докл Янез Марич Вася Рупнік Клемен Бауер                            | 1:17:22.9 | 0+2 1+5 0+1 0+2 0+1 0+0 0+0 0+0 0+0 1+3  | +1:09.0     |
|       | 3               | Австрія Сімон Едер Домінік Ландертінгер Даніель Мезотіч Крістоф Зуманн             |           |                                          |             |
|       | 4               | Франція Венсан Же Сімон Фуркад Алексі Беф Мартен Фуркад                            |           |                                          |             |
|       | 10              | Швейцарія Беньямін Веґер Крістіан Штеблер Маттіас Сіммен Сімон Галленбартер        |           |                                          |             |
|       | 11              | Чехія Ярослав Соукуп Зденек Вітек Ондрей Моравець Міхал Шлезінгр                   |           |                                          |             |
|       | 12              | Білорусь Сергій Новіков Володимир Шапелін Володимир Аленішко Євген Абраменко       |           |                                          |             |
|       | 13              | Японія Наґаї Дзюндзі Іса Хіденорі Абе Сатору Іномата Кадзуя                        |           |                                          |             |
|       | 15              | Польща Мирослав Кобус Лукаш Щурек Гжегош Бріль Кристоф Пливачик                    |           |                                          |             |
|       | 16              | Болгарія Михаїл Клетчеров Мартин Богданов Владімір Ілієв Красімір Анев             |           |                                          |             |
|       | 17              | Фінляндія Тімо Антіла Пааво Пуурунен Ахті Тойванен Яркко Кауппінен                 |           |                                          |             |
|       | 18              | Казахстан Олександр Червихков Микола Брайченко Діас Кенешев Сергій Наумик          |           |                                          |             |
|       | 19              | Словаччина Мирослав Матяско Павол Гурайт Мартин Отченаш Душан Шімочко              |           |                                          |             |
|       | 20              | Естонія Роланд Лессінг Індрек Тобрелутс Каурі Койв Прійт Вікс                      |           |                                          |             |
|       | 21              | Велика Британія Лі-Стів Джексон Марсель Лапондер Піт Беєр Сімон Аллансон           |           |                                          |             |
|       | 22              | Канада Брендан Ґрін Скотт Перрас Жан-Філіпп Леґеллек Натан Сміт                    |           |                                          |             |
|       | 23              | Латвія Едгарс Піксонс Ільмарс Бріціс Андрейс Расторгуєвс Яніс Берзіньс             |           |                                          |             |
|       | 24              | Південна Корея Чон Джеок Лі Суйон Лі Джонсік Лі Гванно                             |           |                                          |             |
|       | 25              | Сербія Міланко Петрович Дамір Растич Едін Ходжич Нікола Єремич                     |           |                                          |             |
|       | 26              | Литва Томас Каукенас Кароль Домбровський Кароліс Златкаускас Олександр Лавринтович |           |                                          |             |

## Виноски
1. ↑  Men's relay start list (PDF). Архів оригіналу (PDF) за 7 липня 2011. Процитовано 11 березня 2011. [Архівовано 2011-07-07 у Wayback Machine.]